# Sanischare (Morang)
Sanischare – gaun wikas samiti we wschodniej części Nepalu w strefie Kośi w dystrykcie Morang. Według nepalskiego spisu powszechnego z 2001 roku liczył on 4817 gospodarstw domowych i 23657 mieszkańców (12425 kobiet i 11232 mężczyzn).